# إميليو غاتي
إميليو غاتي (بالإيطالية: Emilio Gatti)‏ هو مهندس إيطالي، ولد في 18 مارس 1922 في تورينو في إيطاليا، وتوفي في 9 يوليو 2016 في ميلانو في إيطاليا.